# Cmentarz Komunalny w Kłodzku

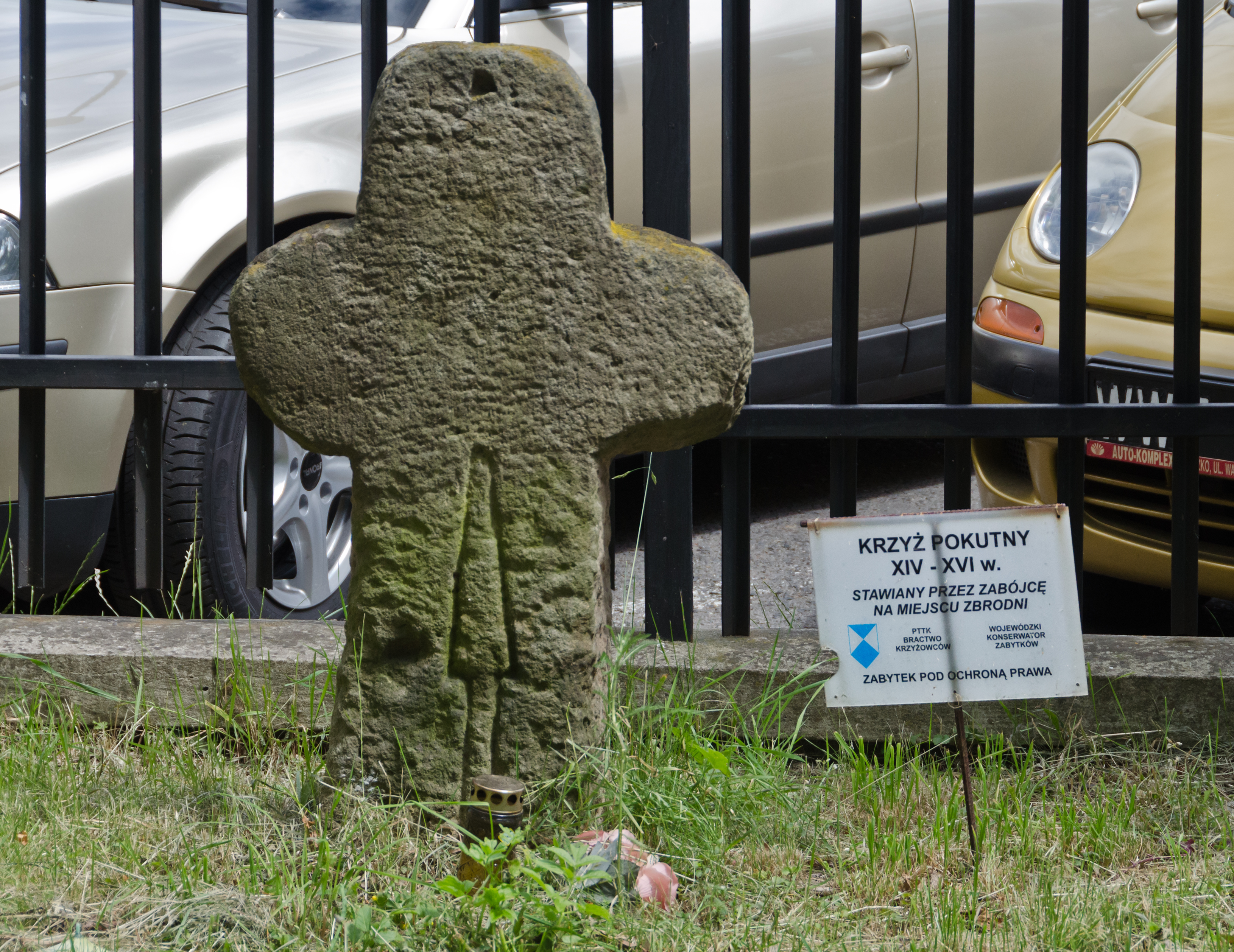
Krzyż kamienny

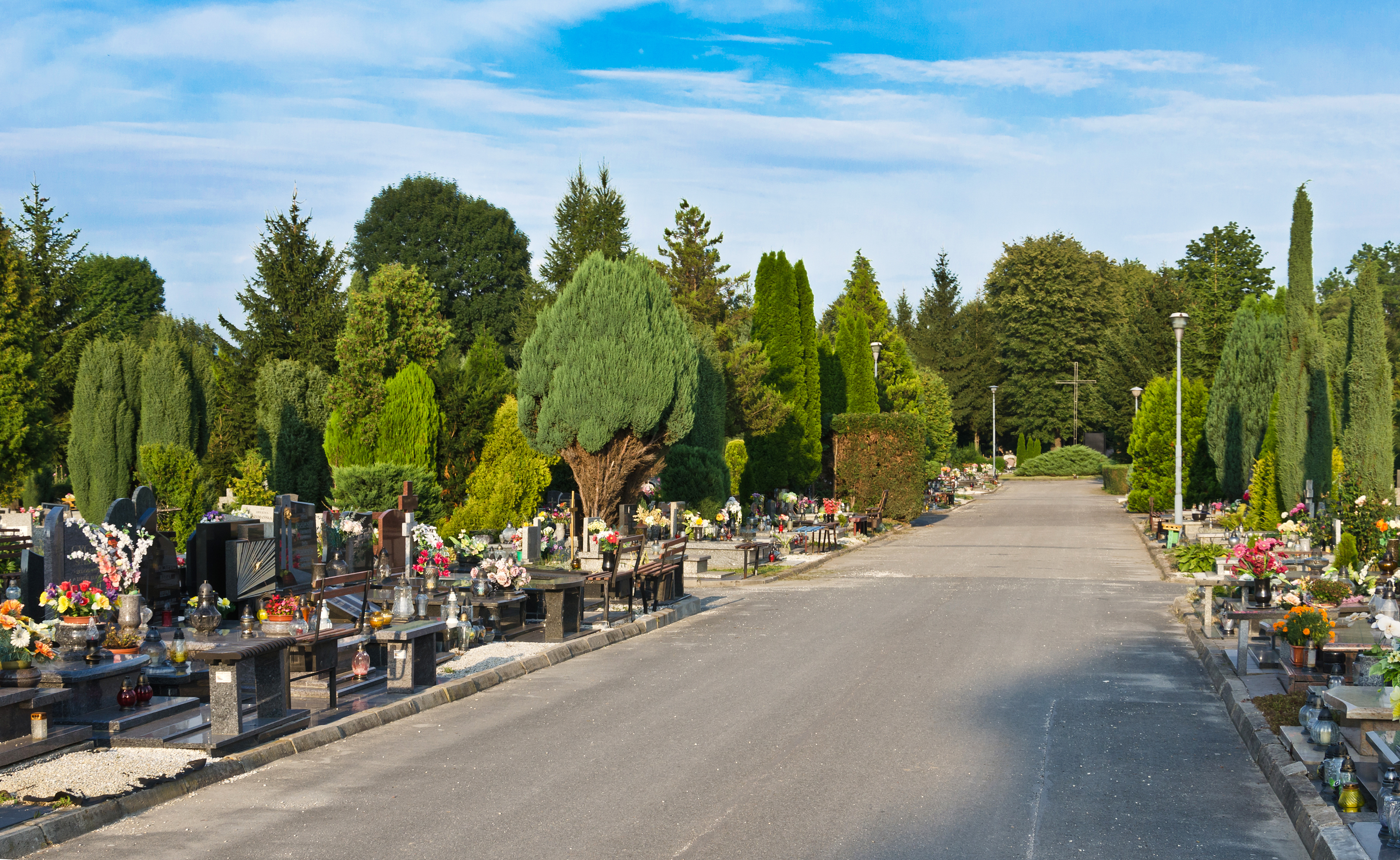
Nowa część cmentarza

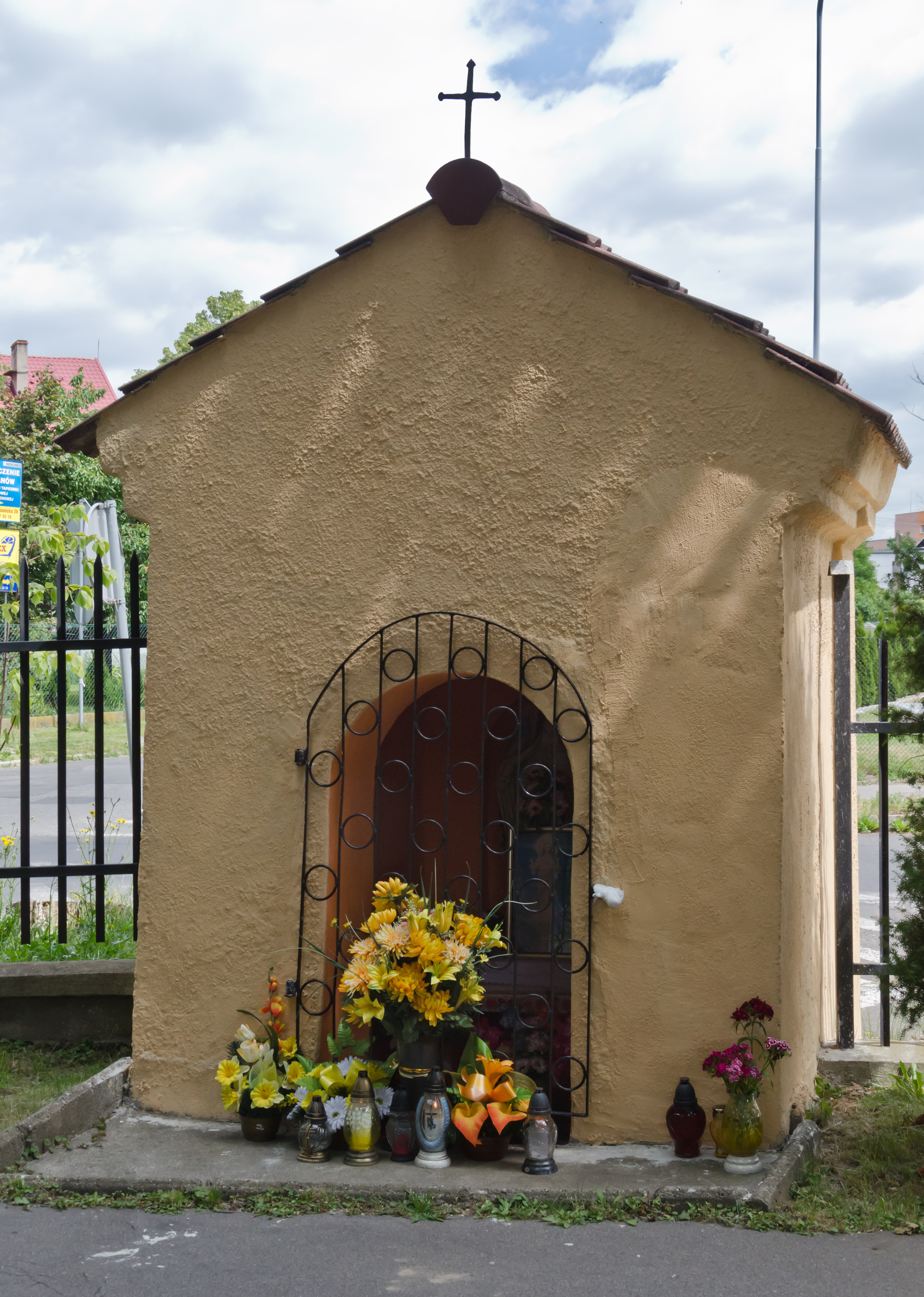
Kapliczka domkowa

Cmentarz Komunalny w Kłodzku – jedna z największych nekropolii w powiecie kłodzkim.

## Położenie
Cmentarz położony jest w zachodniej części miasta, w pewnym oddaleniu od centrum, przy wyjazdowej drodze na Kudowę. Jego granice wyznaczają ulice: Dusznicka, Objazdowa i Korytowska. Zarządcą cmentarza jest Gmina Kłodzko, która powierza pełnienie zarządu przedsiębiorcom zewnętrznym. Obecnie jest to firma „Mar-Pol”.

## Historia
Największy spośród kłodzkich cmentarzy został założony pod koniec XIX w., 30 kwietnia 1892 r. po likwidacji bram i murów miejskich. Powstał na zachodnich peryferiach miasta w pewnym oddaleniu od centrum. Wynikało to z przepełnienia istniejących cmentarzy. Przeznaczony był wyłącznie dla katolików, stąd jego pierwotna nazwa brzmiała: Neuer katholischer Friedhof. Pierwszym pochowanym na nim (2 maja 1892 r.) był browarnik Friebe.
Po II wojnie światowej i włączeniu Kłodzka do Polski został zamieniony w 1945 r. w miejski Cmentarz Komunalny. Został rozbudowany w kierunku zachodnim, w wyniku czego rozebrano położony w pobliżu dom jednorodzinny, zaś drugi przekształcono w biuro zarządcy cmentarza.
Od 2009 roku planowano budowę nowego cmentarza za ulicą Objazdową. Do realizacji części inwestycji doszło w 2011 roku, a w jej wyniku obszar nekropolii powiększył się o 180 kwater w kolumbarium, przeznaczonym na urny z prochami. Nadal nie zostało zrealizowane poszerzenie o 1100 miejsc. Cała inwestycja ma pochłonąć około 8 mln zł.

## Układ cmentarza
Założenie cmentarne obejmuje obszar kilku hektarów z działami o prostokątnym lub kwadratowym kształcie z licznym drzewostanem. Cmentarz zasadniczo składa się z dwóch części:
- starszej, w której główne miejsce zajmuje aleja prowadząca do kaplicy cmentarnej,
- nowszej, powstała w latach 90. XX wieku, której środkową cześć stanowi plac w kształcie koła z pomnikiem przedstawiającym powołanie do życia wiecznego zmarłej osoby przez Chrystusa.

W północno-wschodniej części nekropolii znajduje się kwatera poległych i pomordowanych żołnierzy polskich i radzieckich oraz więźniów obozów i twierdzy.

## Ważniejsze obiekty
- krzyż kamienny z rytem dzidy. Według legendy krzyż upamiętnia śmierć polskiego pielgrzyma Adama Markowskiego, który został napadnięty i zabity w Kłodzku podczas drogi powrotnej z Rzymu w 1604 r.[7] Inna legenda określa ten krzyż jako tzw. krzyż pokutny, czyli krzyż wystawiany przez zabójcę w wyniku jego umowy ugodowej z rodziną zabitego, mającej zapobiec krwawej zemście. Umowy takie były dopuszczalne w średniowieczu i w niektórych z nich, jednym z postanowień była fundacja krzyża przez zabójcę. Hipoteza krzyży pokutnych nie opiera się na dowodach, pozwalających na zaliczenie konkretnych krzyży do tej kategorii, ale jedynie na nieuprawnionym generalnym założeniu, że wszystkie stare kamienne krzyże monolitowe, o których pochodzeniu nie zachowały się żadne informacje, są krzyżami pokutnymi (pojednania)[8]. W rzeczywistości powód fundacji takich krzyży może być różnoraki, tak jak każdego innego krzyża. Mimo to popularność hipotezy sprawia, że zaczęła być uznawana za fakt i jako taki pojawia się w lokalnych opracowaniach, informatorach czy przewodnikach. Dodatkowo należy  zaznaczyć, że obie legendy nawzajem się wykluczają[7]
- kaplica cmentarna – drewniana, powstała na początku XX w.
- kapliczka domkowa – mała, murowana i otynkowana kapliczka domkowa z XIX w., przykryta dwuspadowym daszkiem pokrytym dachówką. W ścianie frontowej otwór zamknięty kratą i przykryty półkoliście. Poziom posadzki kapliczki poniżej poziomu przyległego chodnika. Tylną ścianą kapliczka przylega do ul. Korytowskiej.

## Ważniejsze osobistości spoczywające na cmentarzu
- Władysław Planetorz
- O. Pacyfik Jan Schwierz
- Franz Boden
- Wacław Brejter
- Emil Czech
- Mieczysław Halicki